# Bizzarrini P538
 (juin 2021).
Si vous disposez d'ouvrages ou d'articles de référence ou si vous connaissez des sites web de qualité traitant du thème abordé ici, merci de compléter l'article en donnant les références utiles à sa vérifiabilité et en les liant à la section « Notes et références ».
La Bizzarrini P538 ou P538S était une voiture de course à moteur arrière lancée fin 1965 ou début 1966 par la Scuderia Bizzarrini de Livourne, en Italie. 

## Histoire
Au moins deux P538 ont été construits avec le moteur V8 (327 cu in) de la Chevrolet Corvette et deux autres avec le moteur V12 (4,0 et 3,5 litres) de la  Lamborghini. Des boîtes-pont manuelles à cinq vitesses ont été utilisées, avec des engrenages spécifiques à la course pour laquelle chaque voiture a été construite. Le freinage était assuré par des freins à disque intérieurs aux quatre roues, avec une suspension entièrement indépendante. La carrosserie était en fibre de verre sur un châssis tubulaire en acier.
La première voiture à moteur V8 a fait ses débuts au Mans en 1966, avec les pilotes suisses Edgar Berney et André Wicky, mais les dossiers indiquent que les deux ont abandonné après trois heures en raison d'un problème de refroidissement. Une deuxième équipe dans une Bizzarrini A3/C basée sur la production, conduite par Sam Posey et Massimo Natili, a été disqualifiée après une violation de la voie des stands, peut-être en revenant avec de graves dommages au cadre. [citation nécessaire]
Le pilote américain de Ferrari Mike Gammino a ensuite commandé une voiture à moteur V12 Lamborghini de 4,0 litres, qu'il a pilotée une fois. L'atelier de Neri et Bonacini et l'entreprise de carrosserie BBM ont participé à la construction de cette voiture. Bizzarrini a tenté de construire une deuxième voiture V12 de 3,5 litres pour Le Mans, mais n'a pas pu la terminer avant la faillite.
Bizzarrini a utilisé le premier P538 construit pour les travaux de développement au début de 1966, et il s'est probablement écrasé cet hiver-là. La voiture qui est apparue au Mans quatre mois plus tard était peut-être cette voiture ; c'était peut-être une deuxième voiture; ou plus probablement, il a réutilisé toutes les pièces récupérables de la voiture d'origine, quelles qu'elles soient.
En 1967, Bizzarrini a reconstruit au moins un V8 en coupé et l'a vendu au duc d'Aoste (il est connu sous le nom de coupé Duca d'Aosta). Certaines sources suggèrent qu'il s'agissait d'une troisième voiture V8, peut-être construite comme une deuxième entrée au Mans 1967. Une autre, peut-être la voiture du Mans de 1966, a également été repeinte ; il a fini entre les mains de Giugiaro chez ItalDesign ; il l'a repeint une troisième fois (au moins) en tant que show car Manta. Les voitures Duca d'Aosta et ItalDesign sont restées dans ces configurations et sont les seuls V8 qui peuvent être confirmés de manière fiable comme Bizzarrinis construits dans les années 1960.

## Le modèle P538S
Au début des années 70, l'ingénieur Salvatore Diomante (en), en association avec Bizzarrini, relance le projet sous le nom de Bizzarrini Sciabota.